# Imigração angolana em Portugal
Angolano-português ou luso-angolano é um português que possui ascendência angolana ou um angolano que reside em Portugal. A imigração angolana em Portugal é a segunda maior do grupo de imigrantes africanos no país, ficando atrás apenas dos cabo-verdianos. As estatísticas oficiais de 2006 mostraram que havia 28 854 residentes angolanos a viver legalmente em Portugal. No entanto, este número é provavelmente uma subestimação do verdadeiro tamanho da comunidade, já que não conta os imigrantes ilegais e as pessoas de origem angolana que possuem a cidadania portuguesa.

## História da migração
O fluxo de migração em larga escala de Angola para Portugal teve início na década de 1970, na época da independência de Angola. Contudo, este fluxo do início consistia em grande parte dos retornados, os portugueses nascidos nas antigas colónias em África. A maior parte dos imigrantes multirraciais ou negros veio depois. Após o acordo de paz de 2002 que encerrou a Guerra Civil Angolana, muitos imigrantes angolanos que residiam em Portugal regressaram a Angola. Em 2003, as estatísticas da Embaixada da República de Angola em Portugal mostraram que entre 8 000 e 10 000 pessoas já haviam retornado, e que 400 pessoas estavam a ir embora de avião de Portugal para a capital angolana, Luanda semanalmente. Todavia, as estatísticas do Instituto Nacional de Estatística mostraram que população angolana residente que vivia legalmente em Portugal não diminuiu entre 2001 e 2003, mas cresceu 12.6% (de 22 751 para 25 616 pessoas).

## Cultura
Os imigrantes angolanos em Portugal não têm uma cultura particularmente homogénea. No entanto, os dois elementos importantes da sua identidade comum autodescrita são o calor humano e a convivência, parte da "hospitalidade" e "solidariedade" africana, que eles sentem que é uma importante diferença entre as relações sociais angolanas e portuguesas.
Os imigrantes angolanos em Portugal tiveram uma influência significativa sobre a popularização do estilo musical kuduro. As representações cinematográficas incluem o filme de 1998 Zona J, realizado por Leonel Vieira.